# Nina Górniak
Nina Górniak (ur. 1915 w Sibicy zm. 7 września 1939 w Rzeszowie) – polska projektantka tkanin i odzieży pochodząca z Śląska Cieszyńskiego.

## Życie
Urodziła się w Sibicy. Jej rodzina znana była z narodowej i charytatywnej działalności, ojciec był właścicielem cegielni. Wcześnie ujawnił się jej wielki talent plastyczny i społeczny. Nina Górniak chodziła do polskiej szkoły w Czeskim Cieszynie. Angażowała się w Harcerstwie Polskim w Czechosłowacji. Harcerze odbywali zresztą zbiórki na terenie posiadłości jej dziadka. Była zastępową, później drużynową drużyny żeńskiej HPC przy Polskiej Szkole Ludowej i Wydziałowej w Czeskim Cieszynie. Brała udział we wszystkich obozach kształcenia kadry harcerskiej. W 1928 roku założyła nową drużynę harcerską i gromadę zuchową. Naczelnictwo HPC, w uznaniu zasług Niny, wysłało ją w 1929 roku na Światowe Jamboree Skautowe w Arrow Park koło Liverpoolu w Anglii.
Po ukończeniu edukacji w szkole wydziałowej Nina kształciła się w Państwowej Szkole Zdobniczej w Krakowie oraz w Kunstgewerbe Schule (szkole rzemiosł artystycznych) w Wiedniu. Uczyła się tam wielu dyscyplin artystycznych – rysunku, malarstwa, rzeźby, projektowania i tkactwa. Po skończeniu szkoły w Krakowie otworzyła pod Wawelem własną pracownię – zakład tkactwa artystycznego. Z jej atelier wychodziły niepowtarzalne wzory na materiałach tkanych z angielskich wełen. Miały one geometryczne wzory i żywą kolorystykę.
Rok przed wybuchem II wojny światowej Nina Górniak przeniosła swoją pracownię tkactwa artystycznego do Sibicy. Zmarła jej matka i chciała być przy rodzinie, pomagać w wychowaniu młodszego rodzeństwa. Jej brat Franciszek był chemikiem i pomagał jej tworzyć nowe kolory. W pracowni pomagała jej siostra Maria. 
Już w młodym wieku Nina zasłynęła jako projektantka damskiej odzieży, sukien wieczorowych, ale również kostiumów teatralnych i historycznych. Projektowała nawet szaty liturgiczne. W Europie zasłynęła po Wystawie Sztuk Aplikowanych w Paryżu, w której brała udział jako 19-letnia dziewczyna. Paryskie firmy Rodier i Chanel wykorzystywały w swoich kolekcjach jej tkaniny i projekty. Rozchodziły się one po Europie i kupowały je również polskie fabryki tekstylne. Niektóre sukienki zaprojektowane przez Ninę były oryginalne. Inne modele są zaś bardzo klasyczne. Nina wystawiała również w Polsce – w Krakowie, Warszawie.
Nina Górniak uczyła w swojej rodzinnej miejscowości sztuki dla dziewczyn. Pragnęła także założyć dziewczęcą szkołę, jednak te zamiary przekreśliła przedwczesna śmierć.

## Śmierć
6 września w Świczy pod Rzeszowem pociąg został zbombardowany przez Niemców. Odłamki bomb lotniczych raniły Ninę i jej narzeczonego. Oboje zostali przewiezieni do szpitala w Rzeszowie. Roman przeżył, Nina następnego dnia zmarła. Zdążyła jeszcze na łożu śmierci wziąć ze swym ukochanym ślub. Zmarła 7 września 1939 r., mając 24 lata. Dokładne miejsce pochówku młodej projektantki do dziś dnia pozostaje nieznane. Symboliczny grób ma na cmentarzu ewangelickim w Cieszynie, gdzie spoczywa jej ojciec.

## Upamiętnienie
W 2010 została uhonorowana lampą umieszczoną na Uliczce Cieszyńskich Kobiet.
W marcu 2018 roku w Oranżerii Zamku Cieszyn otwarto czasową wystawę Obywatelki. Kobiety Śląska Cieszyńskiego dla Niepodległej opracowaną przez Władysławę Magierę. Jedną z jej bohaterek była Nina Górniak. 